# Benralizumab
Benralizumab (łac. benralizumabum) – humanizowane, afukozylowane przeciwciało monoklonalne klasy IgG1/к, wytwarzane metodą inżynierii genetycznej w komórkach jajnika chomika chińskiego, stosowane w leczeniu astmy oskrzelowej.

## Historia
Pierwsze badanie kliniczne I fazy benralizumabu zostało ukończone w 2008 roku. Skuteczność kliniczna leku w ciężkiej eozynofilowej astmie oskrzelowej została potwierdzona w badaniach SIROCCO i CALIMA, natomiast badanie TERRANOVA nie potwierdziło skuteczności leku w przewlekłej obturacyjnej chorobie płuc.

## Mechanizm działania
Benralizumab jest humanizowanym przeciwciałem monoklonalnym produkowanym przy użyciu technik inżynierii genetycznej w komórkach jajnika chomika chińskiego. Lek przyłącza się do łańcucha α receptora dla interleukiny 5 obecnego na eozynofilach, komórkach progenitorowych szeregu eozynofilów oraz bazofilach, prowadząc do ich apoptozy. Afukozylacja zwiększa powinowactwo benralizumabu do miejsca wiązania i zwiększa jego skuteczność ponad 1000-krotnie w stosunku do macierzystego przeciwciała w mechanizmie zwiększenia cytotoksyczności komórkowej zależnej od przeciwciał (ADCC). Benralizumab zmniejsza liczbę eozynofili i bazofili w krwi obwodowej praktycznie w 100%, liczbę prekursorów w szpiku kostnym o ponad 80% oraz prowadzi do zmniejszenia liczby tych komórek w drogach oddechowych

## Zastosowanie
- podtrzymujące leczenie uzupełniające u dorosłych pacjentów z nieodpowiednio kontrolowaną ciężką astmą eozynofilową, pomimo stosowania dużych dawek kortykosteroidów wziewnych w skojarzeniu z długo działającymi ß-mimetykami (Europa)[8]
- leczenie uzupełniające u pacjentów z ciężką astmą eozynofilową u dorosłych i dzieci w wieku powyżej 12 lat (USA)[1]

Benralizumab został dopuszczony do obrotu w krajach Unii Europejskiej (w tym i w Polsce) oraz Stanach Zjednoczonych w 2018 roku.

## Działania uboczne
Benralizumab powoduje następujące działania uboczne u ponad 1% pacjentów: ostre zapalenie gardła, nadwrażliwość, ból głowy, gorączka, reakcja w miejscu wstrzyknięcia.